# 송도초등학교 (경북)
송도초등학교는 대한민국 경상북도 구미시 도개면 도개다곡길 393 (도개리)에 있었던 초등학교이다.

## 연혁
- 1934년 4월 20일 도개공립보통학교 부설 도개간이학교 설립
- 1944년 3월 28일 도개동부공립국민학교 승격 인가
- 1945년 4월 1일 청산분교장 설립 인가
- 1946년 6월 25일 송도국민학교로 교명 변경
- 1949년 8월 20일 청산분교장 청산국민학교로 승격 인가
- 1979년 3월 8일 청산분교장 편입
- 1987년 3월 1일 행정구역 변경으로 청산분교가 의성군 구천국민학교로 귀속
- 1996년 3월 1일 송도초등학교로 명칭 변경
- 1998년 3월 1일 폐교